# Alfred Briggs Irion
Alfred Briggs Irion (* 18. Februar 1833 bei Evergreen, Avoyelles Parish, Louisiana; † 21. Mai 1903 in New Orleans, Louisiana) war ein US-amerikanischer Politiker. Zwischen 1885 und 1887 vertrat er den Bundesstaat Louisiana im US-Repräsentantenhaus.

## Werdegang
Alfred Irion besuchte die öffentlichen Schulen seiner Heimat und danach das Franklin College in Opelousas. Daran schloss sich bis 1855 ein Studium an der University of North Carolina in Chapel Hill an. Nach einem anschließenden Jurastudium und seiner im Jahr 1857 erfolgten Zulassung als Rechtsanwalt begann er in Marksville (Louisiana) in seinem neuen Beruf zu arbeiten. Gleichzeitig schlug er auch eine politische Laufbahn ein.
Im Jahr 1861 war Irion Delegierter auf der Versammlung, auf der über den Austritt des Staates Louisiana aus der Union beraten wurde. Dabei setzte er sich vehement gegen diesen Schritt ein, konnte sich aber nicht durchsetzen. Nach dem Ausbruch des Bürgerkrieges diente er bis 1864 im Heer der Konföderierten Staaten. Dann wurde er in den Jahren 1864 und 1865 in das Repräsentantenhaus von Louisiana gewählt. Nach dieser Zeit setzte er seine Anwaltstätigkeit in Marksville fort. In dieser Stadt gab er zwischen 1866 und 1874 auch eine Zeitung heraus. Im Jahr 1870 zog Irion nach Evergreen. Auch in seiner neuen Heimatstadt war er als Rechtsanwalt tätig. Er begann auch als Pflanzer und Schriftsteller zu arbeiten.
Politisch war Irion Mitglied der Demokratischen Partei. Im Jahr 1879 nahm er als Delegierter an einer Versammlung zur Überarbeitung der Staatsverfassung von Louisiana teil. Zwischen 1880 und 1884 amtierte er als Berufungsrichter im dritten Gerichtsbezirk seines Staates. Bei den Kongresswahlen des Jahres 1884 wurde er im sechsten Wahlbezirk von Louisiana in das US-Repräsentantenhaus in Washington, D.C. gewählt, wo er am 4. März 1885 die Nachfolge von Edward T. Lewis antrat. Da er im Jahr 1886 von seiner Partei nicht für eine weitere Amtszeit nominiert wurde, konnte er bis zum 3. März 1887 nur eine Legislaturperiode im Kongress absolvieren.
Nach seinem Ausscheiden aus dem US-Repräsentantenhaus zog sich Alfred Irion aus der Politik zurück. Er starb am 21. Mai 1903 in New Orleans und wurde in Evergreen beigesetzt. Irion war mit Caroline King (1835–1878) verheiratet, mit der er acht Kinder hatte.